# Homalotyloidea nowickyi
Homalotyloidea nowickyi är en stekelart som beskrevs av Hoffer 1957. Homalotyloidea nowickyi ingår i släktet Homalotyloidea och familjen sköldlussteklar. Arten är reproducerande i Sverige. Inga underarter finns listade i Catalogue of Life.